# コペンハーゲン (イギリスのテレビ映画)
『コペンハーゲン』（英語: Copenhagen）は2002年にイギリスで製作されたテレビ映画である。ハワード・デイヴィスが脚本・監督をつとめ、ダニエル・クレイグ、スティーヴン・レイ、フランチェスカ・アニスが主演した。マイケル・フレインによる1998年のトニー賞を受賞した3人のみで演じる芝居『コペンハーゲン』の翻案である。

## あらすじ
物理学者ニールス・ボーアとヴェルナー・ハイゼンベルクがコペンハーゲンで1941年に会って話した内容に関する物語である。仕事や過去の友情について議論し、さらに物語は第二次世界大戦中に行われたドイツの原子爆弾開発におけるハイゼンベルクの役割についても触れている。

## キャスト
- スティーヴン・レイ…ニールス・ボーア
- ダニエル・クレイグ…ヴェルナー・ハイゼンベルク
- フランチェスカ・アニス…マルグレーテ・ボーア

## 製作
BBC FourのBBCフィクションラブがKCETと提携して製作した。2002年3月3日から3月末までロンドンで撮影が行われた。

## リリース
2002年9月26日、BBC Fourで初めて放送された。フレインによるプロローグが最初につき、物理学者のミチオ・カクによるエピローグと歴史的事項に関するドキュメンタリーが後についていた。アメリカ合衆国ではPBS(公共放送サービス)により放映された。
2017年3月時点で日本語版のDVDは発売されていないが、Dazzlerより欧州版の英語字幕つきDVDが、Image Entertainmentより北米版のDVDが発売されている。

## 評価
視聴人数は1万8千人ほどであり、事前の宣伝にもかかわらずあまり視聴者を惹きつけなかったと言われている。原作戯曲が相当にカットされているがそれでも会話には力があると評されており、会話の流れを妨げない撮影は評価された。ジャーナリストの佐藤友紀は、このドラマ版について「舞台版の完成度に遠く及ばなかった」と評し、2013年に本戯曲のラジオ版を製作したサイモン・ラッセル・ビール(ボーア役)、ベネディクト・カンバーバッチ(ハイゼンベルク役)、グレタ・スカッキ(マルグレーテ役)で再映像化を期待したいとコメントしている。